# Incidente in volo della Japan Airlines del 2001
Il 31 gennaio 2001, il Volo Japan Airlines 907, un Boeing 747-400 in rotta dall'Aeroporto di Haneda, in Giappone, all'Aeroporto di Naha, Okinawa, evitò per un pelo una collisione in volo con il volo Japan Airlines 958, un McDonnell Douglas DC-10-40. in rotta dall'Aeroporto Internazionale di Gimhae, Corea del Sud, all'Aeroporto Internazionale di Narita, in Giappone. L'evento divenne noto in Giappone come il quasi incidente della Japan Airlines sopra la baia di Suruga (日本航空機駿河湾上空ニアミス事故, Nihonkōkūki surugawan jōkū niamisu jiko). Se l'incidente fosse avvenuto, avrebbe potuto essere potenzialmente la peggiore collisione a mezz'aria (peggiore della collisione in volo di Charkhi Dadri del 1996 con 349 vittime) e il peggior disastro aereo di tutti i tempi (superando le 583 vittime del disastro di Tenerife).
L'incidente è stato attribuito a errori commessi dal tirocinante controllore del traffico aereo (ATC) Hideki Hachitani (蜂谷 秀樹, Hachitani Hideki) e dal supervisore del tirocinante Yasuko Momii (籾井 康子, Momii Yasuko). L'incidente ha indotto le autorità giapponesi a chiedere all'Organizzazione per l'aviazione civile internazionale (ICAO) di adottare misure per prevenire il verificarsi di incidenti simili.

## Informazioni di volo
Il Boeing 747-446 Domestic, registrazione JA8904, operava il volo 907 dall'Aeroporto Internazionale di Tokyo Haneda all'Aeroporto di Naha con 411 passeggeri e 16 membri dell'equipaggio. Il volo è partito dall'aeroporto di Haneda alle 15:36 ora locale. Il volo 907 era comandato dal pilota quarantenne Makoto Watanabe (渡辺 誠, Watanabe Makoto).
Il McDonnell Douglas DC-10-40, targa JA8546, operava il volo 958 dall'Aeroporto Internazionale di Gimhae all'Aeroporto Internazionale di Narita con 237 passeggeri e 13 membri dell'equipaggio. Il volo 958 era comandato dal pilota quarantacinquenne Tatsuyuki Akazawa (赤沢 達幸, Akazawa Tatsuyuki ).
Secondo il piano di volo, entrambi gli aerei avrebbero dovuto sorpassarsi a una distanza di 2.000 piedi (610 m) l'uno dall'altro.

## Incidente in volo
L'incidente in volo si è verificato quando gli assistenti di volo hanno iniziato a servire bevande a bordo del volo 907. Il Traffic Collision Avoidance System (TCAS) del JA8904 ha suonato 20 minuti dopo la sua partenza mentre il jet saliva verso 39.000 piedi (11.887 m). Il DC-10, JA8546, ha navigato a 37.000 piedi (11.278 m). Il TCAS su entrambi gli aerei ha funzionato correttamente; fu annunciata un'istruzione "CLIMB" per il volo 907. Tuttavia, l'equipaggio di volo ricevette istruzioni contraddittorie dal controllore di volo presso il Centro di controllo dell'area di Tokyo a Tokorozawa, nella Prefettura di Saitama. Il volo 907 ha seguito un ordine di discesa emesso dal controllore di volo mentre il volo 958 è sceso secondo le istruzioni del TCAS, il che significa che gli aerei sono rimasti in rotta di collisione.
Il tirocinante per il settore aerospaziale, il 26enne Hideki Hachitani (蜂谷 秀樹, Hachitani Hideki), gestiva altri dieci voli al momento del quasi incidente. Hachitani intendeva dire al volo 958 di scendere. Invece, alle 15:54, ordinò al volo 907 di scendere. Quando il tirocinante notò che il JAL 958 navigava a una quota pianeggiante invece di scendere, il tirocinante chiese al JAL 958 di virare a destra; il messaggio non è arrivato al pilota del JAL 958. Il supervisore del tirocinante, Yasuko Momii (籾井 康子, Momii Yasuko), ha ordinato a "JAL 957" di salire, con l'intenzione di dire a JAL 907 di salire. Non c'era un volo JAL 957 in cielo al momento dell'incidente, ma si può dedurre che con "957" intendesse il volo 907.
L'equipaggio del volo 907 evitò la collisione utilizzando una manovra evasiva una volta che l'aereo fu in prossimità visiva e passarono a circa 135 metri (443 piedi) l'uno dall'altro. Un passeggero del volo 907 e studente alla Kadena High School, ha stimato che la manovra di evitamento sia durata due secondi.
Sette passeggeri e due membri dell'equipaggio del 747 hanno riportato ferite gravi; inoltre, 81 passeggeri e 10 membri dell'equipaggio hanno riportato ferite lievi. Alcuni passeggeri senza cintura, assistenti di volo e carrelli delle bevande colpiscono il soffitto, spostando alcuni pannelli del soffitto. La manovra ha scaraventato un ragazzo su quattro file di sedili. La maggior parte delle lesioni riportate agli occupanti è consistita in contusioni. Le manovre hanno rotto la gamba ad una donna di 54 anni.Inoltre, un carrello delle bevande si è rovesciato, ustionando alcuni passeggeri. Nessun passeggero del DC-10 ha riportato ferite. Il volo 907, con la cabina del 747 che riportava lievi danni e ferite, ritornò ad Haneda ed effettuò un atterraggio di emergenza alle 16:44. Il volo 958 proseguì per l'aeroporto di Narita, atterrando normalmente alle 16:32.

## Conseguenze

Grafico degli infortuni JAL907

Alle 18:00 del 1º febbraio, otto passeggeri del volo 907 erano rimasti ricoverati in ospedale, mentre 22 passeggeri feriti erano stati rilasciati. Due passeggeri sono rimasti ricoverati all'ospedale generale di Kamata (蒲田総合病院), mentre altri due passeggeri sono rimasti ricoverati all'ospedale n. 2 di Ichikawa (市川第2病院). Inoltre, i seguenti ospedali avevano ciascuno un passeggero rimasto: Takano Hospital (タカノ病院), Kitasato University, Horinaka Hospital (堀中病院) e Tokyo Rosai Hospital (東京労災病院). Tutti i passeggeri feriti si sono ripresi.
JAL ha inviato lettere di scuse ai passeggeri del 747; i passeggeri feriti hanno ricevuto messaggi direttamente mentre i passeggeri illesi hanno ricevuto messaggi tramite posta.
Nel suo rapporto sull'incidente, pubblicato nel luglio 2002, la Commissione investigativa sugli incidenti aerei e ferroviari ha invitato l'Organizzazione per l'aviazione civile internazionale (ICAO) a chiarire che gli avvisi TCAS dovrebbero sempre avere la precedenza sulle istruzioni ATC. Una raccomandazione simile è stata fatta tre mesi dopo dall'organismo investigativo tedesco sugli incidenti (BFU) alla luce della collisione in volo di Überlingen del 2002. L'ICAO ha accettato queste raccomandazioni e ha modificato i propri regolamenti nel novembre 2003.
I voli numeri 907 e 958 sono ancora utilizzati oggi da Japan Airlines per le stesse rispettive rotte, ma sono operati rispettivamente con un Airbus A350 e un Boeing 737.

### Indagini penali e processo
Il Dipartimento di Polizia Metropolitana di Tokyo e il Ministero del Territorio, delle Infrastrutture e dei Trasporti hanno indagato sull'incidente.
Nel maggio 2003, la polizia di Tokyo ha presentato un rapporto investigativo riguardante Hideki Hachitani (tirocinante ATC), Yasuko Momii (supervisore ATC) e Makoto Watanabe (pilota del volo 907), sospettandoli di negligenza professionale. Nel marzo 2004, i pubblici ministeri hanno incriminato Hachitani e Momii per negligenza professionale.
Hachitani, allora 30enne, e Momii, allora 35enne, si dichiararono non colpevoli delle accuse presso la Corte distrettuale di Tokyo nel 2004. Nello stesso anno, l'avvocato di Hachitani e Momii dichiarò che i piloti dell'aereo erano responsabili del quasi incidente.
Al 16 novembre 2005 si erano svolti 12 processi dall'udienza iniziale del 9 settembre 2004. L'accusa ha sostenuto che i due imputati avevano trascurato di provvedere ad un'adeguata separazione dei due aerei, che le istruzioni impartite erano inadeguate e che il supervisore non aveva corretto la situazione creata dal tirocinante. La difesa ha sostenuto che la mancata separazione non avrebbe portato immediatamente ad un quasi incidente, che le istruzioni impartite erano appropriate, che la procedura TCAS non era corretta e che il Computer Navigation Fix (CNF) aveva dati errati.
Nel 2006, i pubblici ministeri chiesero che Hachitani, allora 31enne, fosse condannato a dieci anni di prigione e che Momii, allora 37enne, fosse condannato a 15 anni di prigione. Il 20 marzo 2006, la corte ha stabilito che Hachitani e Momii non erano colpevoli dell'accusa. La corte ha stabilito che Hachitani non avrebbe potuto prevedere l'incidente e che lo scambio dei numeri dei voli non aveva un rapporto causale con l'incidente. Hisaharu Yasui, il giudice che presiede, ha affermato che perseguire controllori e piloti sarebbe "inadatto" in questo caso. Il 31 marzo l'ufficio del pubblico ministero del distretto di Tokyo ha presentato ricorso all'Alta corte di Tokyo. Nello stesso anno, il governo giapponese ha accettato di pagare a Japan Airlines e Tokio Marine & Nichido Fire Insurance un totale di 82,4 milioni di yen per compensare il quasi incidente. (equivalenti a 86 milioni di yen nel 2019).
L'11 aprile 2008, in appello, un tribunale di grado superiore ha annullato la decisione e ha ritenuto colpevoli Hachitani e Momii. Il giudice che presiede, Masaharu Suda (須田 賢, Suda Masaharu), condannò Hachitani, allora 33enne, a 12 mesi di reclusione, e Momii, allora 39enne, a 18 mesi di reclusione, con entrambe le sentenze sospese per 3 anni. I legali dei controllori hanno presentato ricorso, ma le condanne sono state confermate il 26 ottobre 2010 dalla Corte Suprema.

## Nella cultura popolare
Gli eventi dell'incidente sono documentati nell'episodio finale della terza stagione del documentario di Discovery Channel Aircrash Confidential. L'episodio è andato in onda per la prima volta il 20 agosto 2018.